# Gary Ilman
Gary Steven Ilman (ur. 13 sierpnia 1943 w Glendale, zm. 16 sierpnia 2014) – amerykański pływak, dwukrotny złoty medalista olimpijski z Tokio.
Specjalizował się w stylu dowolnym. Igrzyska w 1964 były jego jedyną olimpiadą. Po oba medale sięgnął w sztafetach kraulowych, Amerykanie wygrali w rywalizacji na 4 × 100 i 4 × 200 metrów. Indywidualnie był czwarty na 100 m. Był złotym medalistą igrzysk panamerykańskich (w sztafecie, 1963) oraz uniwersjady.